# Phelister gebieni
Phelister gebieni är en skalbaggsart som beskrevs av Heinrich Bickhardt 1920. Phelister gebieni ingår i släktet Phelister och familjen stumpbaggar. Inga underarter finns listade i Catalogue of Life.